# Neoitamus bulbus
Neoitamus bulbus là một loài ruồi trong họ Asilidae. Neoitamus bulbus được Walker miêu tả năm 1849.